# Léo Goudeau
Léo Goudeau, né le 20 février 1852 à Périgueux, mort le 13 mars 1887 à Philippeville, est un journaliste, poète et compositeur français.

## Biographie
Fils de Clémentine Carreau et Germain Goudeau (1814-1858), architecte à Périgueux, et frère du poète et journaliste Émile Goudeau, Léo Goudeau (parfois appelé Léon Goudeau) est surtout connu sous le pseudonyme de Léo Montancey. 
Après des études à l'École de Saint-Cyr, il devient sous-lieutenant au 138e de ligne, il démissionne l'année suivante pour se consacrer au journalisme. Il collabore alors dans divers journaux parisiens tels que Le Globe, Le Figaro,, Le Gaulois... Il publie occasionnellement dans la revue du Chat noir des chroniques et des vers. Sous son pseudonyme, il signe à deux reprises le livre d'or du cabaret Chat noir, une fois pour adresser quelques mots à son frère et une autre pour noter les paroles et notes d'une chanson composée avec son frère. Enfin il décide de partir en Algérie à Philippeville pour diriger un journal local, l'Algérien.
Il meurt à Philippeville en Algérie le 13 mars 1887 des suites d'une maladie à la poitrine.

## Publication
- Cora Jackson, Paul Marrot et Léo Montancey, Paris, Jules Lévy, 1885[9].

## Compositions
- P. P. C. !, paroles de Émile Goudeau, musique de Léo Goudeau, musique imprimée, Paris, E. et A. Girod, 1878[10].
- Musiques éparses !, romance avec accompagnement de violon facultatif, paroles de Émile Goudeau, musique de Léo Goudeau, musique imprimée, Paris, Le Bailly, 1879[11].